# Leucanopsis lecourti
Leucanopsis lecourti är en fjärilsart som beskrevs av De Toulgoët 1987. Leucanopsis lecourti ingår i släktet Leucanopsis och familjen björnspinnare. Inga underarter finns listade i Catalogue of Life.